# وویتسیشتسه (استان اشوی‌داشکسیه)
وویتسیشتسه (به لهستانی: Wojcieszyce) یک منطقهٔ مسکونی در لهستان است که در گمینا وونگوو واقع شده‌است.